# Daniel Austrich
Daniel Austrich (russisch Даниил Евгеньевич Австрих Daniil Jewgenjewitsch Awstrich; * 1984 in Leningrad) ist ein russischer Dirigent, Geiger, Bratschist, Pädagoge und musikalischer Coach.

## Leben und Wirken
Mit 7 Jahren kam Austrich in die Spezialmusikschule des Sankt Petersburger Konservatoriums. Von 1999 bis 2001 studierte er an der Hochschule für Musik und Theater Hamburg und danach am Conservatory of Music in Oberlin/Ohio (USA).
Austrich wirkt besonders als Kammermusiker. Zu seinen Partnern zählen unter anderem David Geringas, Itzhak Perlman, Nobuko Imai, Antoine Tamestit, Renaud Capucon, Pavel Gililov, Olga Scheps, Julian Steckel, und Andrei Baranow. Zusätzlich wirkte er bei den CD-Einspielungen gemeinsam mit José Carreras und dem St.Petersburg String Quartet.
Seit seiner Übersiedlung nach Deutschland 1997 wurde Austrich Preisträger bei dem Internationalen Beethoven-Wettbewerb in Österreich, dem Internationalen Pablo-de-Sarasate-Wettbewerb in Spanien und dem Internationalen Moskauer Paganini-Wettbewerb.
2021 debütierte Austrich als Dirigent in der Elbphilharmonie, zusammen mit der Neuen Philharmonie Hamburg.
Von 2012 bis 2019 war er außerdem Mitglied des Michelangelo String Quartets.